# Kia Sephia

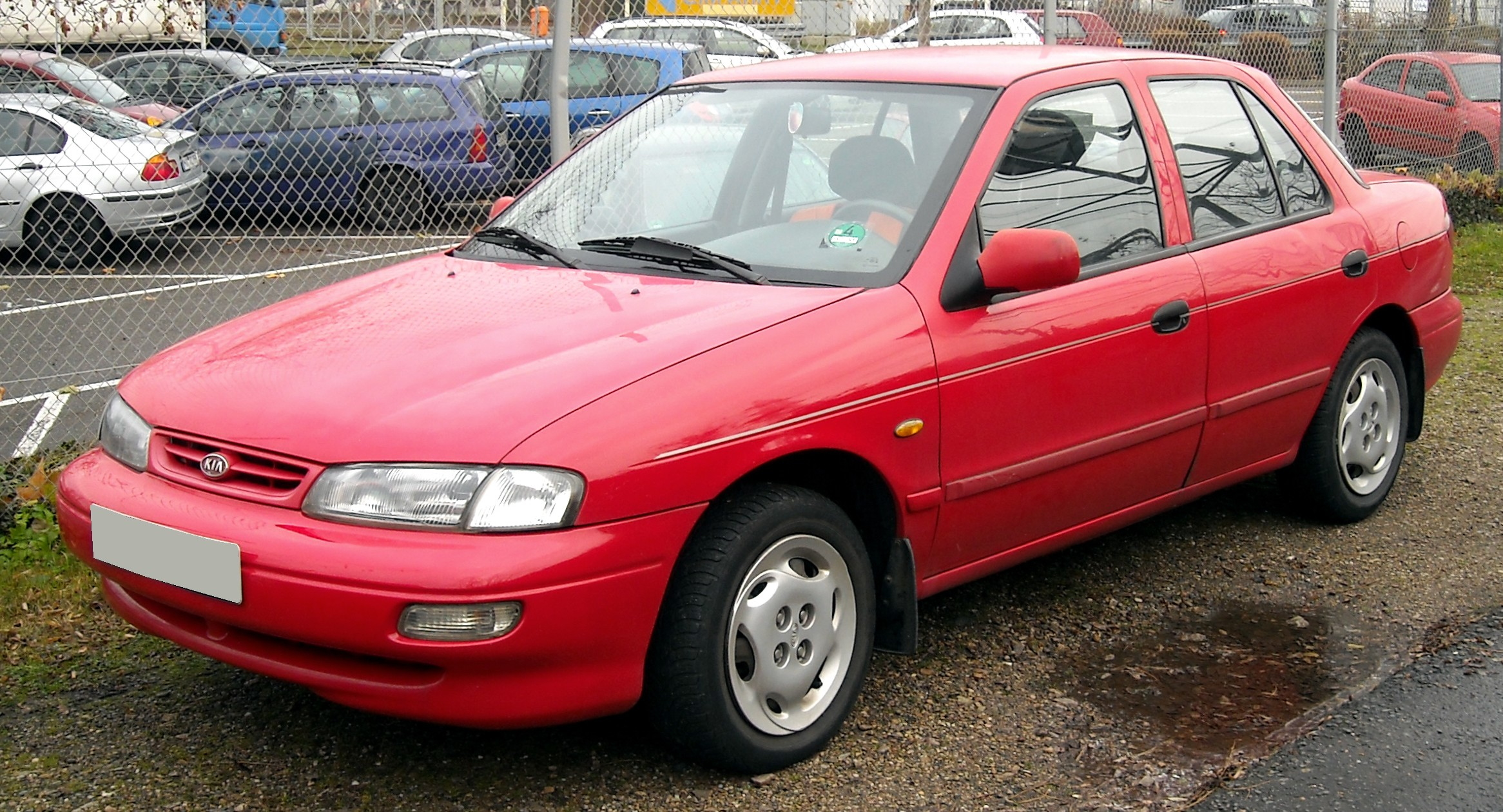
Kia Sephia (generation 1)

Kia Sephia var en bilmodell från den koreanska biltillverkaren Kia. Modellen fanns i två generationer mellan 1992 och 2003.
Första generationen fanns 1992-1997. På vissa marknader hette den Kia Mentor. 1994 lanserades den i USA och Europa. Den fanns som fyrdörrars sedan och som femdörrars halvkombi. I Indonesien såldes bilen som Timor S515 och S516 i ett försök att lansera ett nationellt bilmärke med namnet Timor, en ambition som dock föll med president Suharto.

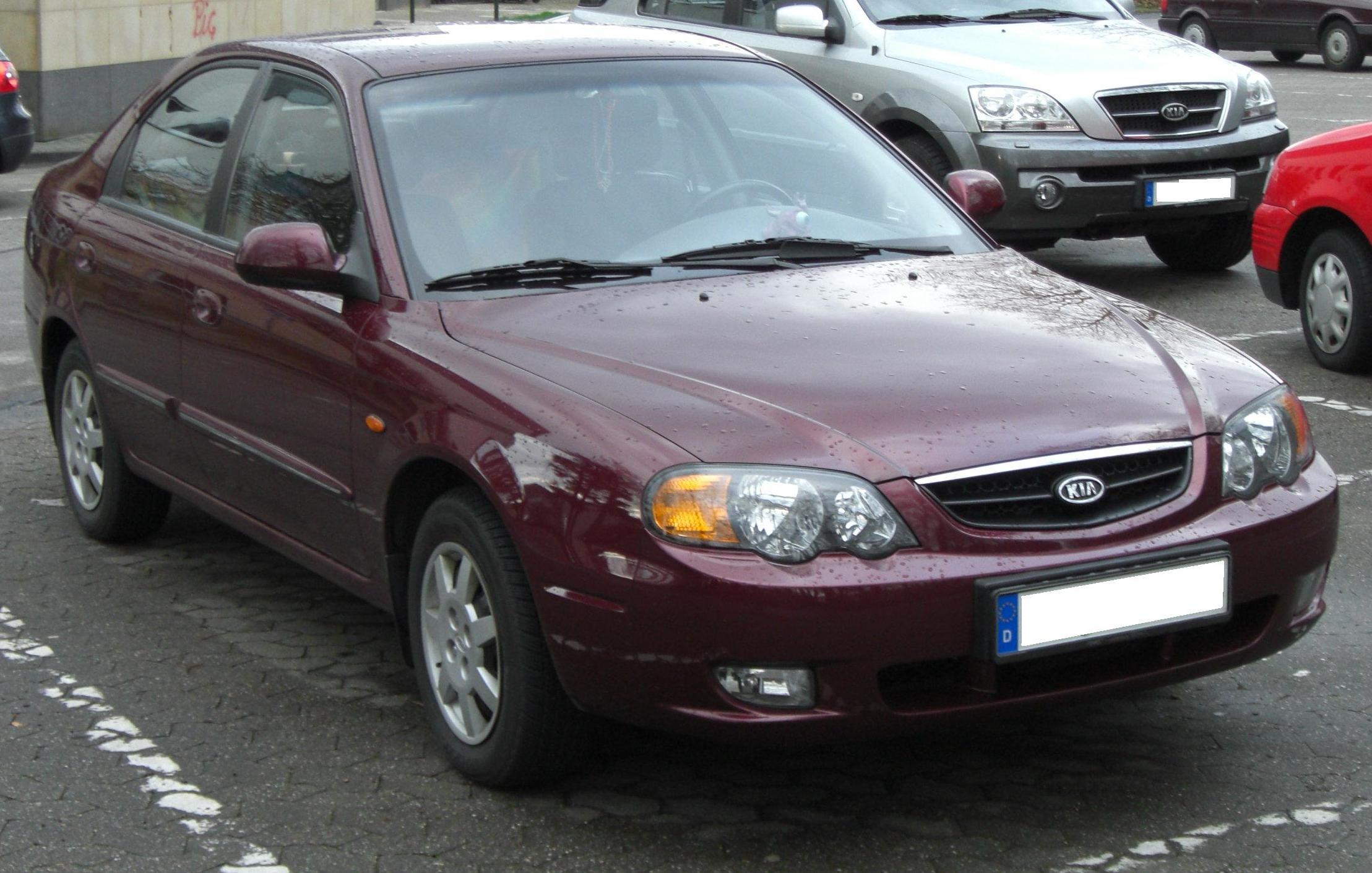
Kia Shuma

1997 kom den andra generationen. Något år senare började namnet Sephia fasas ut och modellen såldes i olika varianter under namn som Kia Mentor, Kia Spectra och Kia Shuma. 2003 ersattes den av Kia Cerato.